# مذيب الكم
مذيب الكم
والمذيبات الكم (بالإنجليزية: quantum solvent)‏ هو أساسا سائل فائق (ويعرف أيضا باسم سائل الكم المستخدمة في حل الأنواع الكيميائية الأخرى. أي سائل فائق يمكن نظريا أن تكون بمثابة من المذيبات الكم، ولكن في الواقع العملي الوحيد القابل للتطبيق على المديين المتوسط والفائق التي يمكن أن تستخدم في الوقت الراهن هو الهليوم - 4، والتجربة قد أنجزت بنجاح في ظروف خاضعة للرقابة. وهذه المذيبات ويجري حاليا التحقيق لاستخدامها في تقنيات الطيفية في مجال الكيمياء التحليلية، نظرا لخصائصها الحركية العليا.